# Pique Dame
Pique Dame (títol original en alemany, en català La dama de piques) és una òpera en dos actes composta per Franz von Suppé sobre un llibret en alemany d'Aleksandr Puixkin, basat en La dama de piques del mateix autor. Es va estrenar el 20 de juny de 1864 al Thalia Theater de Graz.